# Botafogo (samba)
Pour les articles homonymes, voir Botafogo.
Botafogo, parfois orthographié Bota-Fogo ou Bota Fogo, est une figure de danse de Samba. Selon les positions relatives et les prises de main, il existe plusieurs versions de Botafogos de base tandis que le jeu de pieds reste le même. Le nom vient de Botafogo un quartier de Rio de Janeiro au Brésil.
La figure générique du Botafogo démarre indifféremment sur l'un des deux pieds, en avant ou en arrière et les trois temps sont comptés "1...et2". La figure est répétée plusieurs fois, en changeant de pied à chaque fois.
Le jeu de pieds est le suivant :
- Départ en position promenade, face diagonale mur
- Au "1", pas en avant avec le pied gauche
- Au "et", pas de côté avec le pied droit et transfert partiel du poids du corps.
- Au "2", faire revenir le poids du corps sur le pied gauche. Faire un quart de tour à gauche en se retrouvant face diagonale centre.

Recommencer la figure en avançant cette fois le pied droit.
Dans le même temps, le couple est toujours en position promenade. Le danseur guide la danseuse bras gauche-bras gauche avec les bras levés au-dessus de la tête.
Pendant la figure, il continue à guider avec des mouvements en contremouvement : quand le danseur fait un pas de côté vers la droite, il déplace le bras qui guide vers la gauche et inversement.
En danse de salon, la samba connaît les variations suivantes de Botafogo :
- Travelling Botafogos Forward
- Travelling Botafogos Back
- Criss Cross Botafogos
- Shadow Botafogos
- Contra Botafogos
- Botafogos to promenade position and counter promenade position